# Georg Albrecht Koefoed
Georg Albrecht Koefoed (født 11. januar 1753 i København, død 11. november 1808 i Rønne) var en dansk søofficer, bror til Hans, Hans Henrik og Conrad Daniel Koefoed.
Hans far var krigsråd, kasserer, senere postdirektør og konferensråd Hans Hansen Koefoed. Han blev kadet 1765 og sekondløjtnant i Marinen 1770, premierløjtnant 1776, kaptajnløjtnant 1781, kaptajn 1789, kommandørkaptajn 1797 og kommandør 1804. 1775-76 var han i koffardifart, 1778 gik han i fransk orlogstjeneste, hvor han i de vestindiske farvande gentagne gange deltog i de betydelige søslag, som franskmændene og englænderne leverede hinanden.
1780 vendte han hjem til Frankrig og tog tilbage til Danmark, hvor man 1783 for hans hæderlige vandel i den fremmede marine tillagde ham generaladjudantstitlen. 1788-89 førte han som chef fregatten Hvide Ørn på togt til Elben, hvor den måtte døje meget hårdt vejr og fik havari. 1793 var han chef for fregatten Triton på konvoj til Spanien. Fra 1794-1803 var Koefoed søtøjmester og medlem af Konstruktions- og Regeringskommissionen, men havde dog 1795-97 kommandoen over fregatten Freia på togt til Vestindien.
1800 afløste han kommandørkaptajn Steen Andersen Bille som chef for den i Middelhavet stationerede konvojeringseskadre og sluttede som sådan fred med Tunis, men blev 1801 anholdt med sin tregat (Triton) i Port Mahon under fjendtlighederne med englænderne. Under krigen med England blev Koefoed 1807 ansat som guvernør på Bornholm og Christiansø. Han døde her 11. november 1808.
Han blev gift 3. april 1798 i Holmens Kirke med Charlotte Lindholm (døbt 23. november 1767 i Gørlev, Løve Herred, død 10. juli 1844 i København), datter af kommerceråd Hans Lindholm til Ågård (1710-1803) og Marie Elisabeth Bartz (1731-1804).
Han er begravet på Østermarie Kirkegård. Der findes et portrætmaleri af C.A. Lorentzen i Østermarie Kirke, kopi i Bornholms Museum.